# 黄原亮司
黄原亮司（こうはら りょうじ、1960年 - ）は、上海出身の日本のチェリスト。

## 経歴
上海出身。上海音楽学院卒業。東京芸術大学大学院修士課程修了。曲精一、堀江泰氏、三木敬之の各氏に師事。アフィニス文化財団の海外研究員としてアメリカのジュリアード音楽院に留学しヴァルガ・ラースローに師事。帰国後から現在に至るまで、国内外各地でのリサイタル、室内楽、CMなどで活躍している。元東京交響楽団チェロ奏者。現在武蔵野音楽大学特任教授、国立中国音楽院客員教授。